# Indo-Parthisches Königreich

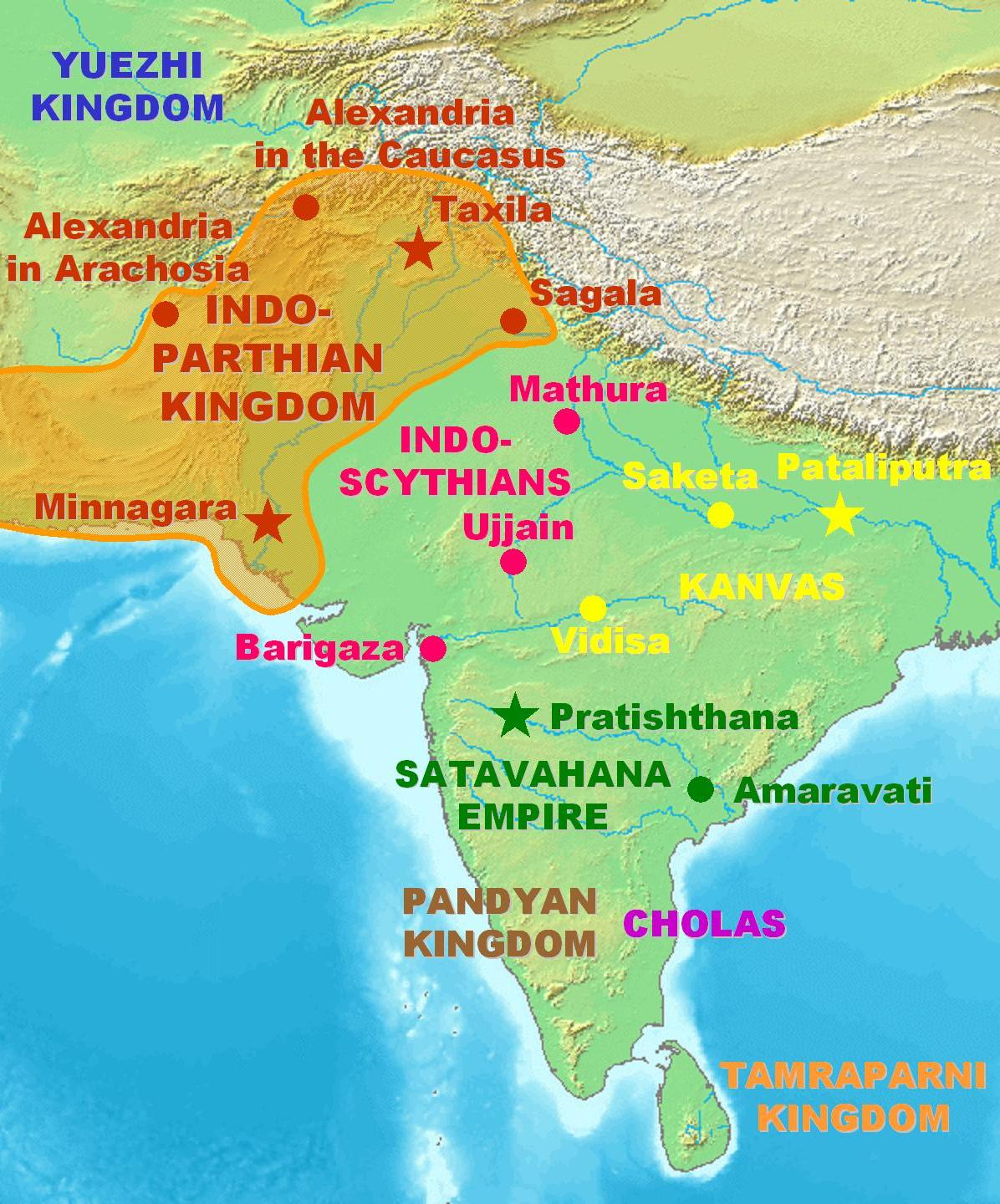
Verbreitung des Indo-Parthischen Königreichs

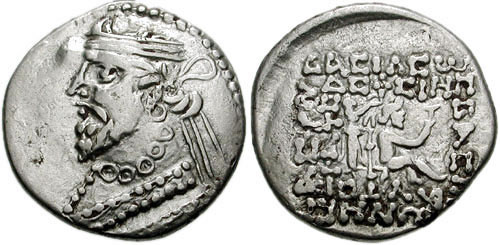
Münze des Gondophares in parthischen Stil

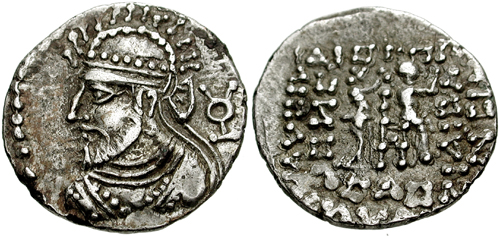
Münze von Ubouzanes

Das Indo-Parthische Königreich bestand im ersten nachchristlichen Jahrhundert in der Gegend des heutigen Sistan und Pakistan. Der Gründer war wohl  Gondophares. Die Hauptstadt war zunächst Taxila, am Ende des Reiches lag sie in der Gegend von Kabul.

## Geschichte
Um 20 n. Chr. machte sich der parthische Fürst Gondophares von den Parthern unabhängig, erklärte sich zum König und begann eigene Münzen zu prägen. Unter seiner Herrschaft, die knapp 30 Jahre dauerte, erlangte das Reich auch seine größte Macht und umfasste neben den oben genannten Stammgebieten auch das Kabul-Tal und den Punjab. Schon unter seinem Nachfolger gab es Verfallserscheinungen. Der Nachfolger Gondophares' war vielleicht sein Neffe Abdagases I. (ca. 50 – 65). Er war in erster Linie Feldherr, nicht jedoch König. Unter ihm verlor das Reich bereits wieder an Macht und Größe; die Hauptstadt wurde in die Nähe von Kabul verlegt. Nord-Indien wurde von den Kuschan erobert und das Reich beschränkte sich von nun an fast nur auf das heutige Afghanistan. Der letzte Herrscher Pakores (ca. 100–135) regierte in Sakastan und Turan. Der Shatavahana-Herrscher Gautamiputra Sātakarni (ca. 106–130) bezeichnete sich schließlich als Sieger über die Indo-Parther, die Griechen und die Saken. Er scheint das Reich endgültig vernichtet zu haben, wobei es aber wohl größtenteils im Kuschanreich aufging.

## Die wichtigsten indo-parthischen Könige
- Gondophares I. (ca. 20–50)
- Abdagases I. (ca. 50–65)
- Satavastres (ca. 65–70)
- Sarpedones (ca. 70)
- Orthagnes (ca. 70)
- Ubouzanes (ca. 77)
- Sanabares (ca. 80)
- Sases oder Gondophares II. (ca. 85)
- Abdagases II. (ca. 90)
- Pacores (ca. 100)

## Belege
1. ↑  M. R. Singh: Geographical Geographical Data in Early Purāṇas. A Critical Study. Punthi Pustak, Kalkutta 1972, S. 135;
The Laws of Manu (= The Sacred Books of the East. 25). Translated with Extracts from seven Commentaries by Georg Bühler. Clarendon Press, Oxford 1886, S. CXV;
Edward James Rapson: Catalogue of the Coins of the Andhra Dynasty, the Western Kṣatrapas, the Trsikūṭaka Dynasty, and the “Bodhi” Dynasty (= Catalogue of Indian Coins in the British Museum.). The Trustees of the British Museum, London 1908, S. XXXVII, Fußnote 2.

Koordinaten: 30° N, 69° O